# انترسئان
شهر انترسئان  در بخش انترلکان در ایالت برن در کشور سوئیس واقع شده‌است که ۵٬۱۰۰ نفر  جمعیت دارد.

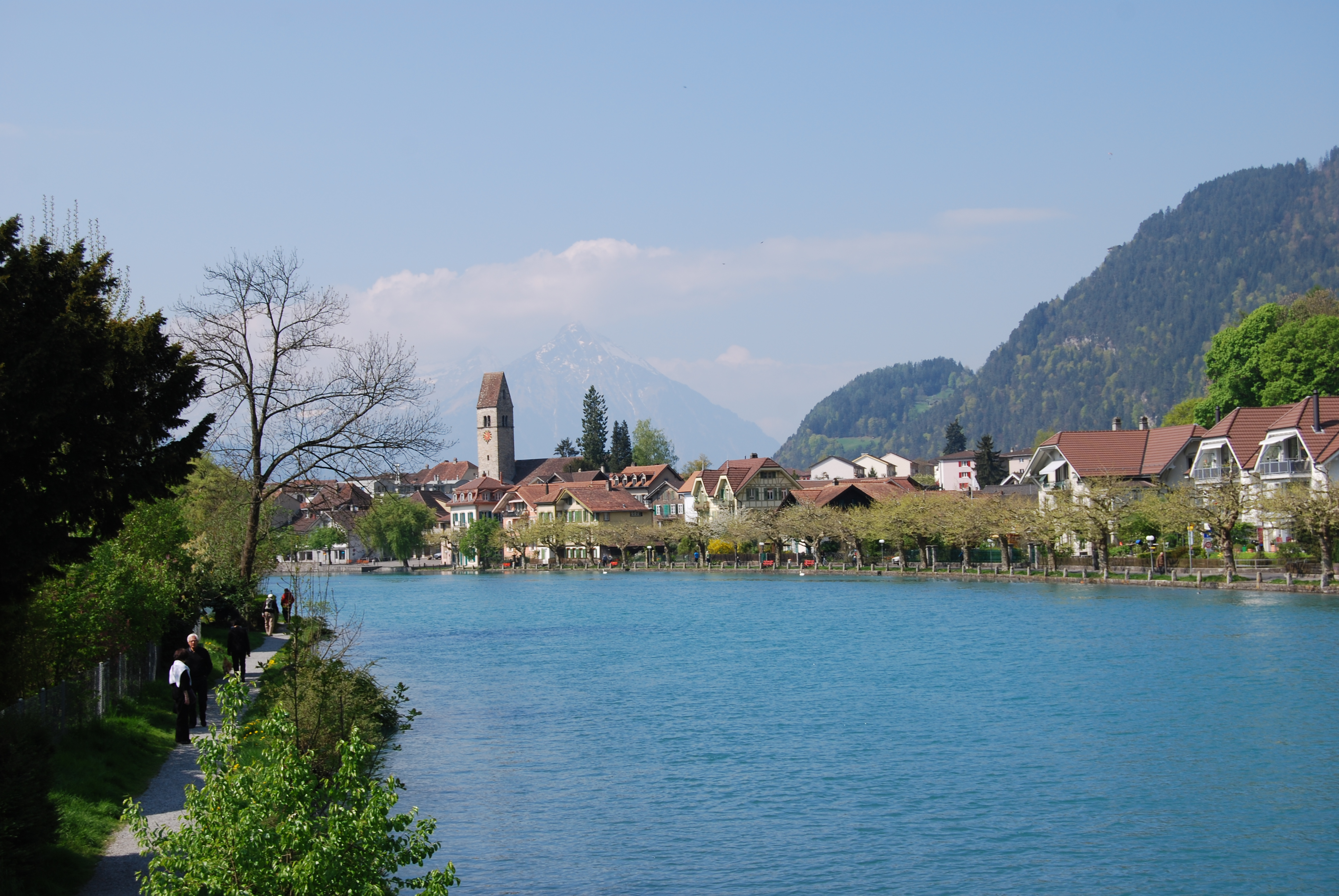
انترسئان